# Ван Гог (національний парк)
Національний парк Ван Гога (нід.: Van Gogh Nationaal Park) — запропонований нідерландський національний парк, представлений 30 березня 2021 року.
Парк складатиметься з кількох природних територій у провінції Північний Брабант, включаючи національний парк Дюни Лонсе і Друненсе і Гет Ґрюне Вауд. Крім природи, парк призначений для просування культурної спадщини, сталого розвитку, а також місцевої економіки.

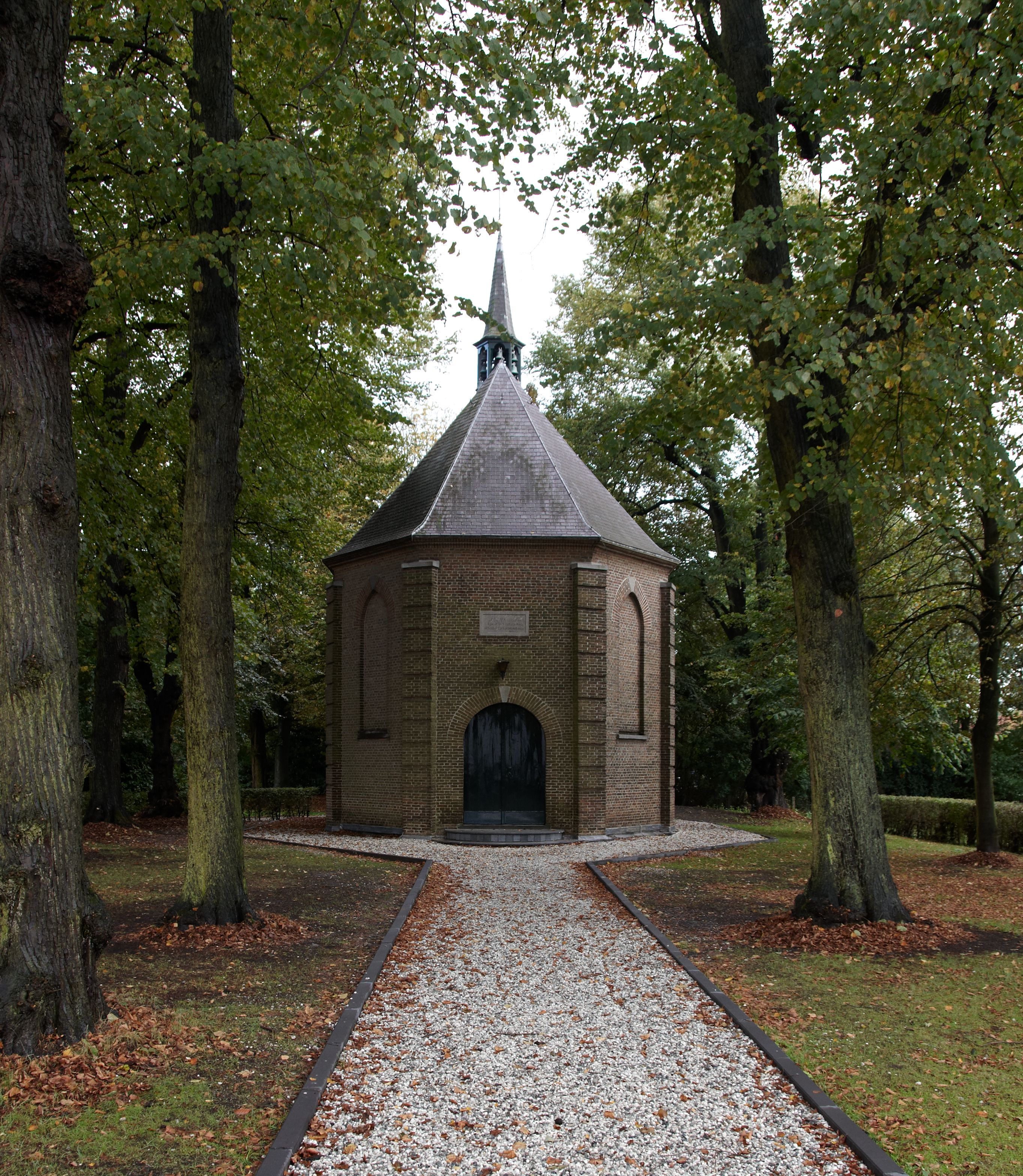
Церква Ван Гога в Нюнені

Проект названо на честь художника Вінсента Ван Гога (1853—1890), уродженця Північного Брабанту, який працював і жив у багатьох місцях у межах території, яку він охоплюватиме.